# Гермелин (порода)

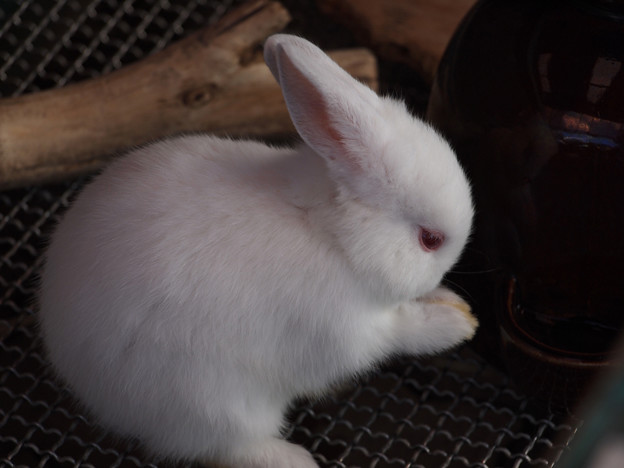

Гермелин (от лат. Hermelin) — кролики декоративной породы, предназначенные для проживания рядом с человеком в качестве домашних питомцев. Эти миниатюрные белоснежные животные очень красивы и обладают дружелюбным характером. Данная порода была выведена в Польше в середине XIX века. Отличительные черты этой породы: чистая белая шерсть и голубые или красные глаза.

## История породы
В середине XIX века селекционеры из Польши вывели породу с белой шёрсткой и запоминающимися глазками. Продолжив работу над ней, в 1920 г. получили голубоглазого гермелина. Польские кролиководы не остановились на достигнутом и уменьшили размеры кролика. Сегодня гермелин — самый миниатюрный представитель карликовых пород.
В 1998 г. о карликовом представителе кроличьего царства узнали в России. Это произошло на московской выставке.

## Описание породы
У гермелина особый внешний вид. Цвет шёрстки — белоснежный;цвет глаз — красный или голубой;вес — в идеале 1,3 кг;длина ушей — в идеале 5,5 см (допустимая длина — 4,5-7 см), они прямостоячие, у них красивая форма, близкая посадка и хороший волосяной покров;размер тела — компактный (шея не видна);размер головы — крупный;передние лапки короткие;задние лапки длинные и сильные;хвост — небольшой, он плотно прилегает к спинке.